# 부엌 논쟁

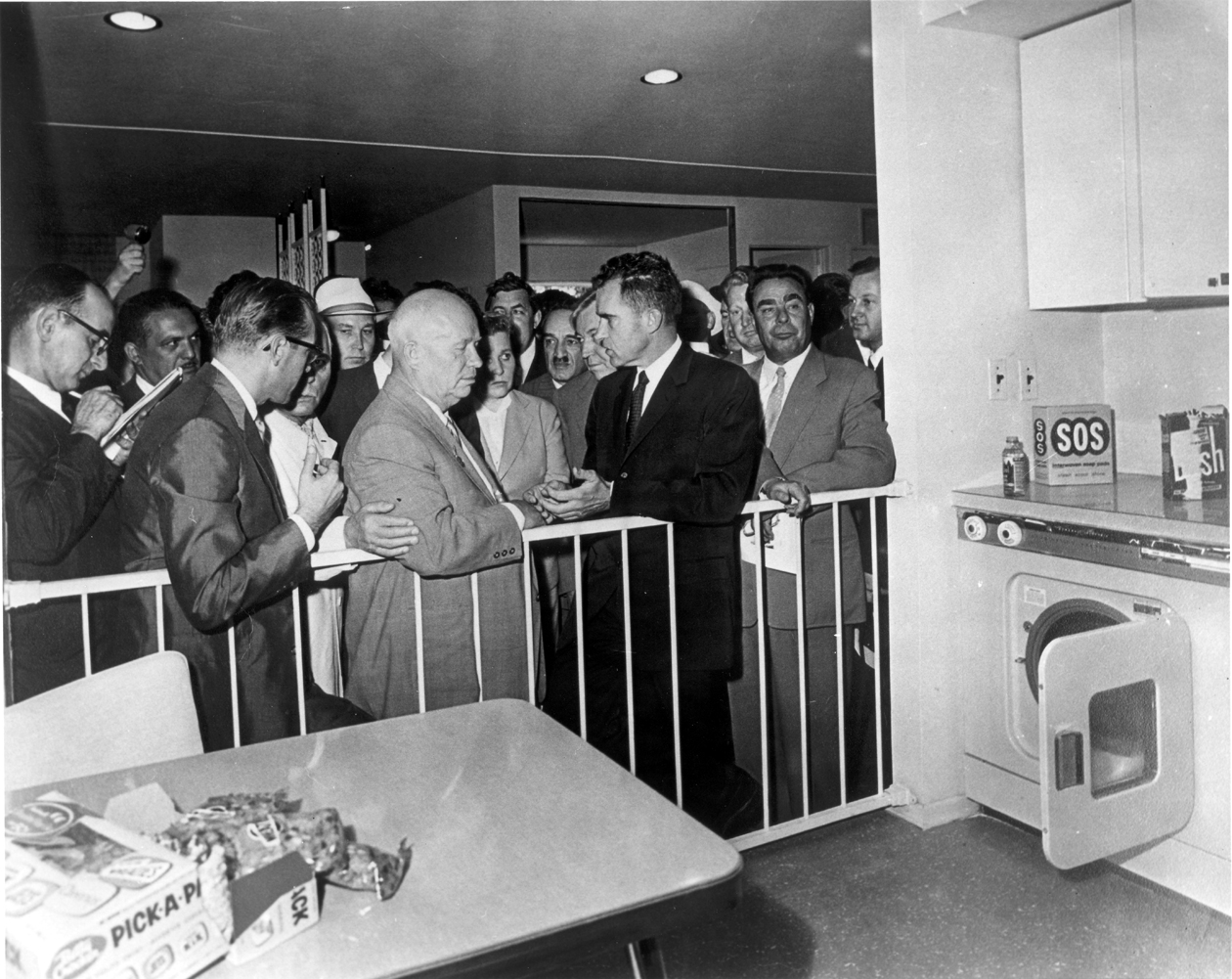
1959년 모스크바 소콜니키 공원에서 열린 미국 국립전시회에서 닉슨 부통령이 정치국 위원 레오니트 브레즈네프, 아나스타스 미코얀, 예카테리나 푸르체바 등 기자들과 구경꾼 앞에서 흐루쇼프 서기장과 설전을 벌이고 있다.

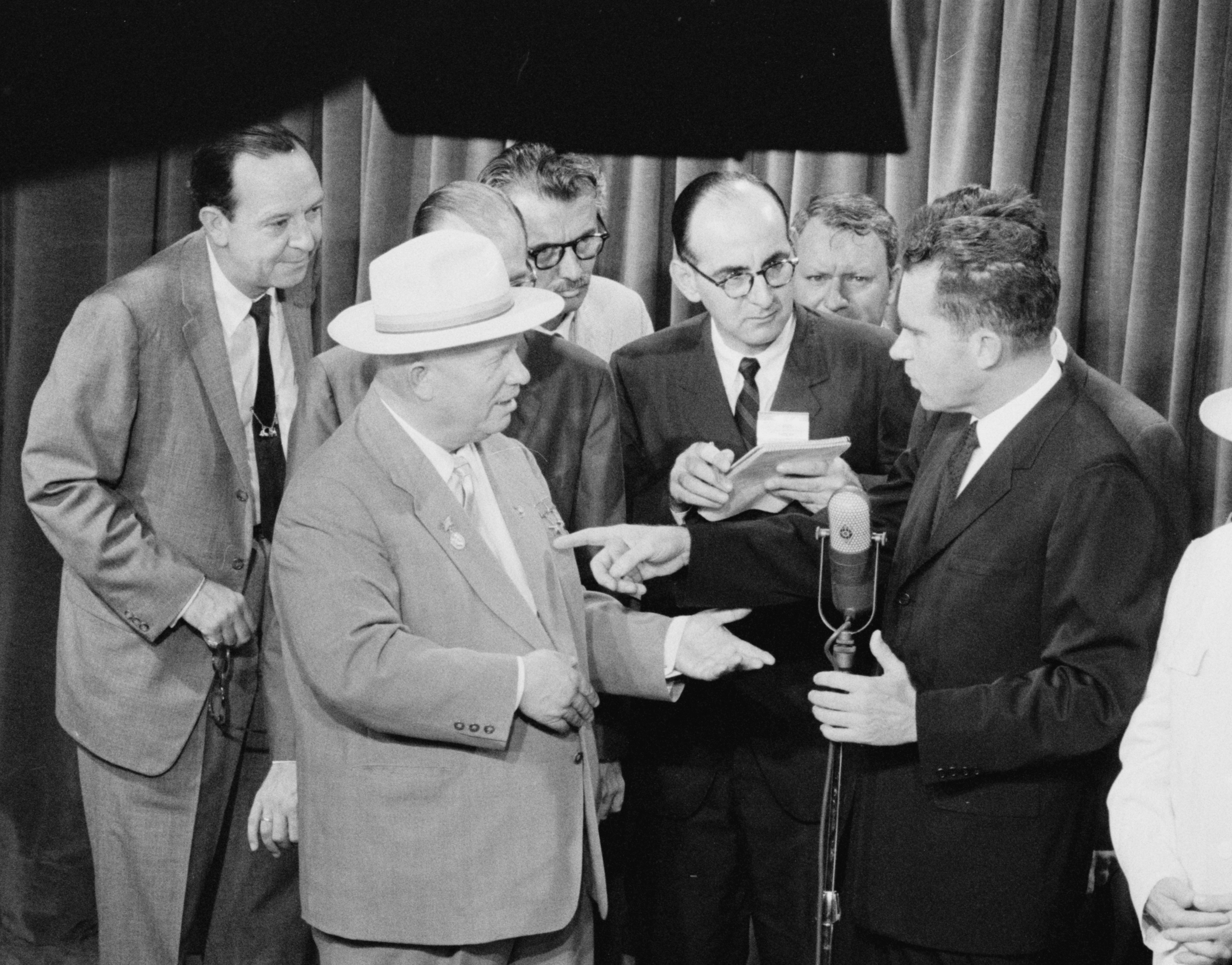
소련의 서기장 니키타 흐루쇼프(왼쪽 앞)와 미국의 부통령 리처드 닉슨(오른쪽)이 모스크바에서 열린 미국 국립전시회의 미국 주방 모형 앞에서 서로 공산주의와 자본주의의 장점에 대해 토론하고 있다. 토머스 J. 오할로렌 촬영, 미국 의회도서관 소장.

부엌 논쟁(영어: Kitchen Debate, 러시아어: Кухонные дебаты 쿠혼니예 데바티[*])은 1959년 7월 24일 소련 모스크바 소콜니키 공원에서 열린 미국 국립전시회 개막식에서 미국의 부통령 리처드 닉슨과 소련의 정부수반 니키타 흐루쇼프 사이에 통역을 통해 즉흥으로 이루어진 일련의 설전이다.
미국 국립전시회 주최 측은 미국인이라면 누구나 감당할 수 있다고 주장한 전시회를 위해 집 한채를 통째로 지었다. 집 안에는 자본주의 미국 소비시장의 결실을 상징하는 노동력 절감 및 오락용 장치로 가득 차 있었다. 이 토론은 컬러 테이프로 녹화되었고 닉슨이 이 사실을 언급했으며 이후 양국에서 방송되었다.

## 전개
1959년 소련과 미국은 양국간의 이해를 증진하기 위한 문화 교류의 일환으로 서로의 나라에서 전시회를 개최하기로 합의했다. 이는 1958년 미소 문화 협정 합의를 통해 이루어졌다. 1959년 6월 소련은 뉴욕에서 전시회가 열렸으며, 그 다음달에는 닉슨 부통령이 모스크바에서 미국 전시회를 열었다. 닉슨은 니키타 흐루쇼프 서기장과 함께 전시회를 둘러보았다. 450곳 이상의 미국 기업이 제공한 다양한 시제품과 소비재가 전시되었다. 전시장 중심은 2,800 m2 규모로 다양한 기술 및 과학 실험을 할 수 있는 지오데식 돔 구조물로 이루어졌다. 소련은 모스크바 전시회가 끝날 무렵 이 돔을 구매했다.
전시회의 홍보 담당자였던 윌리엄 새파이어는 부엌 논쟁이 전시회의 여러 장소에서 열렸지만 주로 교외의 모델하우스 주방을 보기 쉽게 반으로 잘라놓은 곳에서 열렸다고 회고했다. 이는 1959년 전시회 기간 닉슨과 흐루쇼프 사이 이루어진 네 차례 회담 중 하나이다. 닉슨은 아이젠하워 대통령의 동생이자 당시 존스 홉킨스 대학교 총장이었던 밀턴 S. 아이젠하워와 동행했다.
모스크바 크렘린에서 열린 회담에서 흐루쇼프는 미국 의회가 통과시킨, 소련이 동구권의 "포로가 된" 국가를 '지배'하고 비난하며 미국민에게 이들을 위해 기도해 달라고 한 포로 국가 결의안에 항의하며 닉슨을 놀라게 했다. 미국 의회의 행동에 항의한 후 흐루쇼프는 미국의 신기술을 무시하며 소련도 몇 년 내에 미국을 능가하는 모든 것을 가지게 될 것이라고 말하면서 마지막에 "Bye Bye"라고 말했다.
흐루쇼프는 미국의 다양한 기계에 대해 비판했다. 특히 일부 기계는 전통적인 방식보다도 사용하기 더 복잡하고 어렵다고 말했다. 이런 기기 중 하나는 휴대용으로 만들어진 차(tea)용 레몬 주스기이다. 흐루쇼프는 손으로 주스를 짜는 것이 훨씬 쉽고 기계가 불필요하다며 이 주스 기기를 비판했다. 흐루쇼프는 닉슨에게 이 장치가 미국 주방에 필요한 표준품인지 물었다. 닉슨은 일부 제품은 미국 시장에 아직 출시되지 않았고 시제품이라고 인정했다. 그러자 흐루쇼프는 풍자하듯이 찰리 채플린의 《모던 타임스》를 언급하며 "음식을 입에 넣고 밀어주는 기계는 없습니까?"라고 닉슨에게 물어봤다. 닉슨은 적어도 경쟁이 군사 부문이 아닌 기술 부문에서 일어난다고 말했다. 두 사람 모두 미국과 소련이 합의점을 찾아야 한다는 데 동의했다.
두 번째 방문은 미국 전시장 내 텔레비전 스튜디오에서 이루어졌다. 회동이 끝날 무렵 흐루쇼프는 토론에서 자신이 말한 모든 내용을 영어로 번역해 미국에 방송해야 한다고 말했고, 닉슨은 "물론 그럴 것이고, 역시 내가 하는 모든 말은 러시아어로 번역해 소련 전역에 방송될 것입니다. 이게 공평하겠죠."라고 말했다. 흐루쇼프는 이 제안에 흔쾌히 악수로 받아들였다.
닉슨은 미국인이 새 기술을 활용하기 위해 미국을 건설했다고 주장했으며, 흐루쇼프는 미래 세대를 위해 소련을 건설했다고 주장하며 공산주의를 옹호했다. 흐루쇼프는 "미국이 할 수 있는 일이라는 게 이정도입니까, 미국이 몇 년 되었죠? 300년? 독립한 지 150년이면 이 정도 수준이군요. 우리는 아직 42년밖에 되지 않았지만 앞으로 7년이 더 지나면 미국 수준에 도달할 것이며 그 후로는 미국을 제칠 겁니다."라고 말했다. 새파이어는 이 당시 레오니트 브레즈네프도 같이 있었고 사진 찍는 일을 방해했다고 말했다.
세 번째 방문은 식기세척기, 냉장고, 부엌 레인지가 구비된 모델하우스의 주방 내부에서 이루어졌다. 모델하우스는 일반적인 미국 노동자가 감당할 수 있는 14,000달러(2023년 기준 146,000달러)의 주택을 모델링해 설계되었다.

## 여성의 역할과 부엌 논쟁
세 번째 방문에서 닉슨과 흐루쇼프는 미국의 주방 모델을 둘러보던 중 예정에 없던 토론을 시작했다. 닉슨은 부엌 논쟁의 첫 근거로 주부들이 미국에 대한 감사함을 가지고 있다고 주장했다. 닉슨이 직접 가전제품을 직접 설치하며 여성에게 편안한 집에서 거주할 수 있는 기회를 주는 것이 미국의 우월함을 보여주는 예라고 강조했다.
닉슨은 식기세척기를 가리키며 미리 설치된 기기를 통해 여성의 삶을 더 편안하게 만들러고 노력하고 있다고 말했다. 흐루쇼프는 이에 "여성에 대한 당신의 자본주의적 태도는 공산주의 하에서는 있을 수 없는 일"이라고 말했고 닉슨은 이에 "여성에 대한 태도는 보편적이라 생각합니다. 우리가 원하는 것은 주부의 삶을 좀 더 편안하게 만드는 것입니다."라고 반격했다.

## 텔레비전 방송과 미국 내 반응
미국의 3대 텔레비전 방송국은 1959년 7월 25일 부엌 논쟁을 방송했다. 닉슨과 흐루쇼프가 미국과 소련에서 토론을 동시에 방송하기로 합의했기 때문에 소련은 이에 항의했고, 소련은 방송 준비가될 때까지 테이프 방송을 보류하겠다고 말했다. 하지만 미국의 방송국은 지연되면 뉴스의 시의성을 잃을 수 있다고 생각했다. 결국 7월 27일 늦은 밤에 모스크바 텔레비전에서 닉슨의 발언이 부분적으로만 번역된 채로 방송되었다.
미국인의 반응은 엇갈렸다. 《뉴욕 타임스》는 "동서구 간의 격차를 강조했지만 실질적인 문제와는 거의 관련없는 설전"이라고 말하며 정치적인 모험이라 말했다. 또한 뉴욕 타임스는 토론 후 여론이 분열되었다고 선언했다. 반면 《타임》 지에서는 닉슨이 "평화적 성취를 자랑스러워하고 인생을 확신하며 위협에 처한 권력을 확신하는 국가적 인물을 독특한 방식으로 의인화했다"며 닉슨을 높이 평가했다.
닉슨은 비공식적인 성격의 회담을 통해 인기를 얻었으며 이전까지 미국 대중에게 미지근한 반응을 보이던 것이 나아졌다. 윌리엄 새파이어는 닉슨은 흐루쇼프에게도 강한 인상을 남겼다며 "영리한 흐루쇼프는 닉슨과의 개인적인 설전을 통해 자본주의의 옹호자가 단순히 강경할 뿐 아니라 의지도 강함을 보여주었다"고 말했다.
이 순방은 공인인 정치가로서 닉슨의 위상을 크게 높였고 1960년 미국 공화당 대통령 경선 지명 가능성을 크게 높였다. 1961년 흐루쇼프는 닉슨의 선거 상대인 존 F. 케네디과의 회동에서 자신은 케네디에게 투표했다고 농담했다.
부엌 논쟁에서 흐루쇼프는 닉슨의 손자들이 공산주의 아래 살 것이라 주장했고 반대로 닉슨은 흐루쇼프의 손자들이 자유 속에서 살 것이라고 주장했다. 1992년 인터뷰에서 닉슨은 토론 당시 흐루쇼프의 주장이 틀렸음은 확실했지만 자신의 주장이 옳을지 확신할 수 없었다고 말했다. 닉슨은 당시 소련의 붕괴를 언급하며 흐루쇼프의 손자(흐루쇼프의 아들 세르게이 흐루쇼프는 귀화한 미국 시민권자이다)가 이제 자유 속에서 살고 있다며 그 당시 자신의 말이 옳았음이 증명되었다고 말했다.

## 같이 보기
- 《여섯 위기》